# SN 2011gw
SN 2011gw – supernowa typu Ib/c odkryta 15 września 2011 roku w galaktyce IC2200. W momencie odkrycia miała maksymalną jasność 17,40m.